# Mei le, jia you
Mei le, jia you (cinese tradizionale: 美樂。加油; titolo internazionale Love Keeps Going) è una serie televisiva romantica taiwanese del 2011, i cui protagonisti sono Cyndi Wang, Mike He ed Eli Shih. La trama è basata sul romanzo taiwanese, Wang's Love Song (cinese tradizionale: 王的戀歌; pinyin: Wáng de liàngē).
Il drama è stato trasmesso per la prima volta a Taiwan a partire dal 5 giugno 2011, sulla rete televisiva pubblica China Television (CTV) dalle 22:00 alle 23:30 della domenica, mentre dall'11 giugno dello stesso anno sono iniziate le trasmissioni via cavo sul canale 28 (Variety Show) della rete GTV. L'episodio di première ha ottenuto uno share di ascolti di 1.84.

## Trama
Zha Mei Le (Cyndi Wang) è una ragazza sveglia, umile ed una grande lavoratrice, oltre che ben educata, obbediente, premurosa e gentile. Una grande collezione di certificati (che includono anche una licenza di pasticceria) testimonia il suo zelo instancabile, tuttavia la sua facciata senza difetti nasconde un passato amaro. Quando era una bambina, durante un litigio dei suoi genitori che stavano divorziando, le capitò di ascoltare casualmente che nessuno dei due la voleva in custodia perché la consideravano stupida. Sin da allora ha iniziato a lavorare duramente per acquisire innumerevoli capacità, guadagnandosi nel frattempo l'affetto e l'approvazione delle persone a lei care.
Perfino il suo fidanzato, Han Yi Feng (Eli Shih), si innamora di lei grazie alle sue abilità ed alla sua natura generosa. La madre e la sorella del ragazzo hanno un'impressione positiva di lei e ne provano ammirazione fin dall'inizio della loro storia. Mei Le aiuta perfino il suo fidanzato a realizzare quello crede sia il suo più grande sogno, ossia quello di aprire e mandare avanti una pasticceria. La trama idilliaca si interrompe con la comparsa del fratello di Yi Feng, il ricco, viziato e famoso Han Yi Lei (Mike He). Mei Le ha una prima impressione di lui terribilmente negativa, ma è determinata a cambiarla.
Tutto sembra andare bene, soprattutto quando la coppia storica di fidanza ufficialmente scambiandosi la promessa di matrimonio. Tuttavia, a causa di un crudele scherzo del destino, Mei Le viene a sapere che ciò che Yi Feng prova per lei non è affatto ciò che appare. Quando scopre che la loro relazione non è pura come pensava, si dà l'obiettivo di riscoprire se stessa e, nel processo, impara a fidarsi e ad amare di nuovo.

## Cast
| Attore                  | Personaggio                           | Relazione                                                                                            |
| ----------------------- | ------------------------------------- | --- |
| Cyndi Wang              | Zha Mei Le (查美樂)/He Yan Qin 何言沁 | Protagonista/sorella minore di He Yan Shao (何言劭)                                                  |
| Mike He                 | Han Yi Lie (韓以烈)                   | Ultimo fidanzato di Zha Mei Le (查美樂), fratello minore di Han Yi Feng (韓以風)                     |
| Eli Shih                | Han Yi Feng (韓以風)                  | Ex fidanzato di Zha Mei Le (查美樂), fratello maggiore di Han Yi Lie (韓以烈) ed Han Yi Fei (韓以霏) |
| Zhang Shan Wei          | Zha Yu Cheng (查宇誠)                 | Fratello maggiore di Zha Mei Le (查美樂)                                                             |
| Albee Huang             | Han Yi Fei (韓以霏)                   | Sorella minore di Han Yi Feng (韓以風) ed Han Yi Lie (韓以烈)                                        |
| Michelle Zhang          | Guo Xuan Xuan (郭瑄瑄)                | Commessa del forno. Ex fidanzata di Han Yi Feng                                                      |
| Liu Yan                 | Chu Shao Ying (楚茵)                  | Assistente di Han Yi Lie (韓以烈)                                                                    |
| Yu Hao Cheng            | Xiao Jie (小傑)                       | |
| Lene Lai                | Xiao Jun (小君)                       | Ex fidanzata di Han Yi Lie (韓以烈)                                                                  |
| Xiao Xiao Bin           | Xiao Zhi (小志)                       | Fratello minore di Guo Xuan Xuan (郭瑄瑄)                                                            |
| Yi Zheng                | Signor Han                            | Padre di Han Yi Lie, Han Yi Feng ed Han Yi Fei                                                       |
| Linda Liu               | Signora Zha (查妈）                   | Madre di Zha Mei Le e Zha Yu Cheng                                                                   |
| Wang Yue                | Signora Han (韓妈)                    | Madre di Han Yi Lie (韓以烈), Han Yi Feng (韓以風) ed Han Yi Fei (韓以霏)                            |
| Zhang Lun Shuo (張倫碩) | He Yan Shao (何言劭)                  | Fratello maggiore di He Yan Qin 何言沁                                                               |

## Colonna sonora
- Sigla iniziale: 不哭 (Don't Cry), Cyndi Wang
- Sigla finale: 黏黏黏黏 (Stick to You), Cyndi Wang
- 下一頁的我 (The Next Page of Me), Cyndi Wang
- 心中的花園 (Hearts Garden), Mike He
- 寂寞暴風雨 (Lonely Storm), Blue Bird Flying Fish (青鳥飛魚)
- 情人結 (To Love), Jing Chang
- 起来 (Up), Daniel Chan ([陳曉東)

## Ascolti
| Episodio | Data di trasmissione | Media | Rank | Picco di ascolto | Note                                      |
| -------- | -------------------- | ----- | ---- | ---------------- | ----------------------------------------- |
| 1        | 5 giugno 2011        | 1.84  | 2    | 2.91             |                                           |
| 2        | 12 giugno 2011       | 1.38  | 2    | 1.52             | Finale della serie Together for Love, FTV |
| 3        | 19 giugno 2011       | 1.56  | 2    | 1.64             | Première di Hayate the Combat Butler, FTV |
| 4        | 26 giugno 2011       | 1.40  | 2    | 1.66             |                                           |
| 5        | 3 luglio 2011        | 1.92  | 2    | 2.09             |                                           |
| 6        | 10 luglio 2011       | 1.97  | 2    | 2.47             |                                           |
| 7        | 17 luglio 2011       | 2.23  | 2    | 2.31             |                                           |
| 8        | 24 luglio 2011       | 2.06  | 2    | 2.34             |                                           |
| 9        | 31 luglio 2011       | 2.11  | 2    | 2.33             |                                           |
| 10       | 7 agosto 2011        | 2.07  | 2    | 2.28             |                                           |
| 11       | 14 agosto 2011       | 1.55  | 2    | 1.71             | Finale della serie Love You, TTV          |
| 12       | 21 agosto 2011       | 2.39  | 2    | 2.67             | Première di Office Girls, TTV             |
| 13       | 28 agosto 2011       | 2.93  | 2    | 3.37             |                                           |
| Average  |                      |       |      |                  |                                           |

## Trasmissioni internazionali
- Singapore - Channel U, dall'11 giugno 2011 (21:30 - 23:00)[5].